# Deepak Chopra
Deepak Chopra (* 22. října 1946 Nové Dillí) je Ind žijící v USA. Povoláním je lékař, známý je však více jako populární autor mnoha knih o osobním rozvoji a celostní medicíně, ale i svou propagací indické alternativní medicíny Ajurvédy. Během svého přednáškového turné již několikrát navštívil Česko.

Myšlenky, které Chopra propaguje, jsou pravidelně kritizovány lékařskými a vědeckými odborníky jako pseudovědecké.

## Život
Narodil se v Novém Dilí. Jeho otec byl kardiolog a primář místní nemocnice, který se zaučoval v Británii, zatímco jeho matka byla spirituálně založená (později Chopra reflektuje určitý konflikt západní a východní kultury ve svém dětství). Má jednoho sourozence, mladšího bratra Sanjiva, který je v současnosti profesorem medicíny a také sídlí v USA.
Původně se chtěl Deepak Chopra stát hercem nebo novinářem, nakonec v místě svého rodiště vystudoval medicínu. V roce 1970 pak odcestoval na stáž do USA, kde posléze pracoval v několika nemocnicích v Bostonu a zabýval se endokrinologií a interní medicínou. Má manželku Ritu a dvě děti. Ve volném čase se věnuje meditacím a józe. V roce 1980 se podle svých slov vzdal alkoholu.
Ovlivněn transcendentním léčením a znechucen množstvím medikamentů, které předepisoval pacientům, se odklonil od západní medicíny a založil spolu s filozofem Mahariši Maheš Jógi "Centrum zdraví" založené na využití Ajurvédy a později i Americkou asociaci ajurvédské medicíny. Založil také vlastní nadaci (The Chopra Foundation), která se orientuje na pomoc znevýhodněným skupinám a komunitám - u dětí skrz výuku hudby, umění a meditace až po předporodní podporu rodiček z nízkopříjmových skupin obyvatelstva. Podporuje i výzkum celostní medicíny a výuku Ajurvédy.

## Dílo
Vydal celkem 85 knih, které byly přeloženy do 43 světových jazyků, z nichž více než 20 se dle deníku New York Times stalo bestsellery. Píše články pro San Francisco Chronicle, Washington Post a Huffington Post. Na svém oficiálním webu publikuje články o zdravém životním stylu, má svůj youtube kanál i podcast. Pořádá také přednášková turné založená na svých knihách. Za svou práci obdržel četně ocenění (převážně od soukromých společností), včetně Ig Nobelovy ceny za fyziku, konkrétně za nezvyklou interpretaci kvantové fyziky popsanou ve dvou jeho knihách.

## Názory
Deepak Chopra jako lékař věří, že léčiva a operativní zákroky jsou zásadní při akutních stavech, v případě chorob civilizačních (jako vysoký krevní tlak, cukrovka a některé typy rakoviny) však preferuje prevenci a řešení příčin než léčbu příznaků léčivy. Prosazuje léčbu založenou na péči o sebe sama po stránce psychické i fyzické (od zdravé výživy, po kvalitní spánek, pravidelné cvičení jógy a další). Založil na tomto základě Chopra Center for Wellbeing v Kalifornském Carlsbadu, kde léčí své pacienty kombinací alternativních metod a západní medicíny.
Chopra používá termín kvantově mechanické tělo, který podle něj vychází z Ajurvédy – hmota a energie jsou na kvantové úrovni zaměnitelné a lidské tělo je tedy souborem vibrací, ze kterého teprve následně vzniká hmota. Nevěří tomu, že by lidské vědomí mělo být nějakým způsobem ukryto v hmotě, ale právě v těchto vibracích.

## Kritika a kontroverze
Chopra ve svých knihách často využívá reálné vědecké principy, které subjektivně interpretuje (například když tvrdí, že evoluci je možné řídit vědomím, čímž popírá, že evoluce je pouze náhodný proces), nebo užívá sporná tvrzení, že naše vědomí vytváří realitu. Chopra bývá také kritizován za propagaci kontroverzní Ajurvédy.
Wendy Kaminerová v recenzi knihy Susan Jacobyové The Age of American Unreason (Věk amerického nerozumu) vidí v populárním přijetí Chopry v USA příznak historické neschopnosti mnoha Američanů „rozlišovat mezi skutečnými vědci a těmi, kdo pod rouškou vědy prodávají teorie.“ Choprovy „nesmyslné odkazy na kvantovou fyziku“ jsou zařazeny do linie americké náboženské pseudovědy, která se táhne od scientologie až po křesťanskou vědu.

Profesor fyziky Chad Orzel napsal, že „fyzikovi se Choprovo blábolení o 'energetických polích' a 'srážející se kvantové polévce' jeví jako naprostý blábol“, ale že se Chopra dostatečně odvolává na odbornou terminologii, aby přesvědčil nevědce, že fyzice rozumí.

Profesor angličtiny George O'Har píše, že Chopra je jako příklad toho, že lidé ve svém životě potřebují „magii“, a staví „sofistikovanost Chopry“ vedle emotivismu Oprah Winfreyové, speciálních efektů a logiky Star Treku a kouzel Harryho Pottera.
Chopra byl kritizován za své časté zmínky o vztahu kvantové mechaniky k léčebným procesům, což vyvolalo skepsi fyziků, kteří tvrdí, že to lze považovat za příspěvek k všeobecnému zmatení v populárním tisku ohledně kvantového měření, dekoherence a Heisenbergova principu neurčitosti.

Roku 1998 byla Choprovi udělena satirická Ig Nobelova cena za fyziku za „jeho jedinečný výklad kvantové fyziky, jak se vztahuje k životu, svobodě a snaze o ekonomické štěstí.“
Při rozhovoru s etologem a evolučním biologem Richardem Dawkinsem v dokumentárním filmu The Enemies of Reason (Nepřátelé rozumu) na Channel 4 (UK) Chopra řekl, že termín „kvantová fyzika“ použil jako „metaforu“ a že s kvantovou teorií ve fyzice má jen málo společného.

V březnu 2010 Chopra a Jean Houstonová debatovali na Kalifornském technologickém institutu se Samem Harrisem a Michaelem Shermerem na otázku „Má Bůh budoucnost?“. Shermer a Harris Chopru kritizovali za používání vědecké terminologie k vysvětlování nesouvisejících duchovních konceptů.

Článek z roku 2015, který zkoumal „přijímání a detekci pseudo-hlubokých nesmyslů“, použil jako kanonický příklad Choprovu stránku na Twitteru a porovnal ji s falešnými citáty Chopry, které vygenerovala podvodná webová stránka.